# Phare d'Arngast
Le phare d'Arngast (en allemand : Leuchtturm Arngast) est un phare actif situé au sud de la baie de Jade (Arrondissement de Frise - Basse-Saxe), en Allemagne.
Il est géré par la WSV de Wilhelmshaven .

## Histoire
La baie de Jade connait la plus grande amplitude de marée de la côte allemande, avec une différence de 3,70 m.
Le phare d'Arngast  a été construit de 1909 à 1910, sur un banc de sable à environ 4.5 km au sud-est de Wilhelmshaven et au nord de l'ancienne île d'Arngast (de) qui fut enseveli par les forts courants de marée en 1905 au fond de la baie. La tour cylindrique d'un diamètre de 8,5 m à sa base a été construite sur une fondation de 112 poteaux de bois d'une longueur d'environ 8 m et d'un diamètre de 0,30 m. Le phare possède plusieurs feux à secteurs pour le guidage dans la baie de Jade et les chenaux menant aux différents ports de Wilhelmshaven, Dangast et Varel. Le phare a été occupé par trois gardiens jusqu'en 1968, date à laquelle il a été automatisé avec un système de télécommande. En 1975 et 1986 les fondations ont été renforcées par un caisson en béton armé. Il est accessible à marée basse.
À l'origine, la lumière était alimentée par deux moteurs diesel de 12 cv. Depuis 1966 un câble sous-marin de 6 km de long alimente la station depuis Dangast.

## Description
Le phare  est une tour cylindrique en acier de 36 m de haut, avec galerie et lanterne, posée sur une fondation en poteaux de bois. La tour est peinte en rouge avec une bande blanche. feu fixe feu à secteurs il émet, à une hauteur focale de 31 m, différents feux de secteurs :
- Un feu fixe émettant les trois couleurs (blanc, rouge et vert) en continu.
- Un feu à éclats émettant un bref éclat blanc et vert de 0.8 secondes par période de 3 secondes (0.8-2.2).
- Un feu à éclats émettant deux brefs éclats blancs de 0.8 secondes par période de 9 secondes (0.8-2.2 / 0.8-5.2).
- Un feu à occultations émettant un long éclat blanc de 5 secondes par période de 6 secondes (5-1).

Sa portée est de 21 milles nautiques (environ 39 km) pour le feu blanc, et 17 milles nautiques (environ 32 km) pour le feu rouge et 16 milles nautiques (environ 30 km) pour le feu vert.
Identifiant : ARLHS : FED-021 ; 3-19500 - Amirauté : B1152 - NGA : 10300.
|                       |
| Localisation du phare |

|                    |
| Le phare (la nuit) |

|          |
| Le phare |